# Zosterops palpebrosus
El anteojitos oriental u ojiblanco oriental (Zosterops palpebrosus)
 es una especie de ave paseriforme de la familia Zosteropidae. Es criador residente en bosques abiertos en Asia tropical, desde el este del subcontinente indio, hasta el sudeste de Asia, extendiéndose a Indonesia y Malasia. Forrajean en pequeños grupos, se alimentan de néctar y pequeños insectos. Se identifican fácilmente por el distintivo anillo ocular blanco y las partes superiores de color amarillento en general. Varias poblaciones de esta especie de amplia distribución han sido nombradas subespecies debido a algunas variaciones en el tamaño y los tonos amarillos en su plumaje.

## Descripción
Es un pájaro de tamaño pequeño (cerca de 8–9 cm de longitud) con las partes superiores de oliva amarillento, un anillo ocular blanco y la garganta y la cloaca amarillas. El vientre es de color gris blanquecino, pero puede tener amarillo en algunas subespecies. Ambos sexos son muy similares en apariencia. La especie está muy extendida y es parte de un complejo de superespecie que incluye a Zosterops japonicus, Zosterops meyeni y posiblemente otros. La taxonomía del grupo todavía no está clara con algunas de las poblaciones insulares siendo distintivas, mientras que algunas subespecies no están bien apoyadas. La población de Flores (Indonesia), por ejemplo, es encontrada más cercana al anteojitos pálido. La familia misma está ahora en duda, ya que anidan junto con los charlatanes de Stachyris.

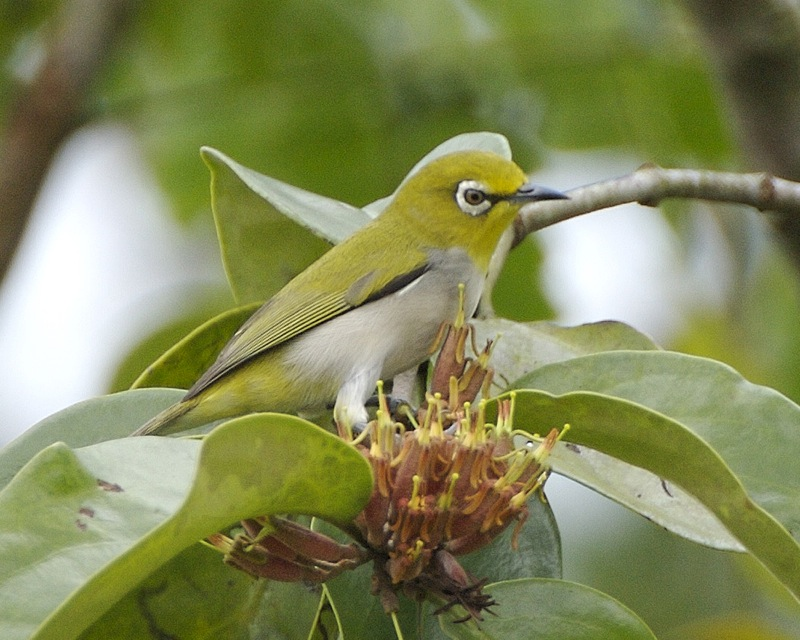
Z. p. williamsoni, en Singapur

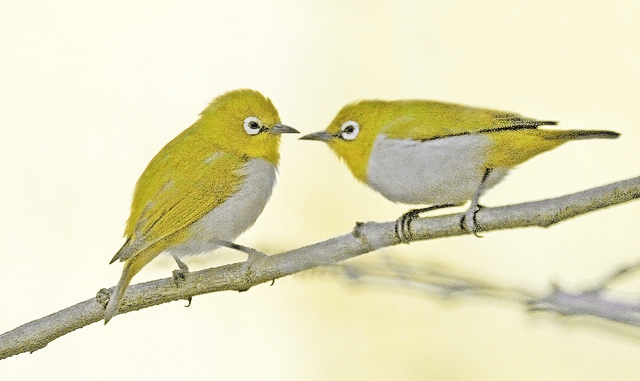
Una pareja en Nagpur, India

Alrededor de once subespecies son bien reconocidas. Estas incluyen la forma nominal (localidad tipo de Bengala, India) que se encuentra desde Omán y Arabia, Afganistán, el norte de la India y se extiende en el norte de China y Birmania. La población en los Ghats Occidentales y las colinas del sur de la India es colocada en nilgiriensis mientras que salimalii de las colinas de los Ghats orientales (Shevaroy, Chitteri, Seshachalam, Nallamalai) a veces es subsumido en la subespecie nominal. La población de las llanuras de la India, Sri Lanka y las Laquedivas a veces es colocada en egregius (= egregia) pero está restringida por otros trabajos a la población en Sri Lanka. Las poblaciones del sur de Birmania, Tailandia y Laos son colocadas en siamensis. La forma de las islas Nicobar es nicobaricus y en ocasiones se también se utiliza para la población de las islas Andamán, que sin embargo son distintivas y una población diferente no identificada. Las poblaciones del sur de Tailandia al oeste de Camboya son collocadas en williamsoni. Otras formas en las islas del sudeste asiático incluye auriventer (=aureiventer), buxtoni, melanurus y unicus.
La raza occidentis (ahora con frecuencia subsumida en la subespecie nominal) del Himalaya occidental tiene la parte superior de color verde oscuro y los flancos están teñidos de marrón. La forma salimalii tiene el pico más corto y es de amarillo verdoso más brillante por encima. Algunos autores consideran que la subespecie nominal sea restringido a Sikkim, Bhután, Assam y Yunnan y considerar la raza peninsular como occidentis (o amabilis si la forma de Kathiawar descrita por Koelz es considerada válida).
En Sri Lanka, la subespecie egregia es más pequeña y tiene la parte superior y la garganta más brillante que el endémico anteojitos cingalés, Zosterops ceylonensis, encontrado en las colinas centrales.

## Distribución y hábitat

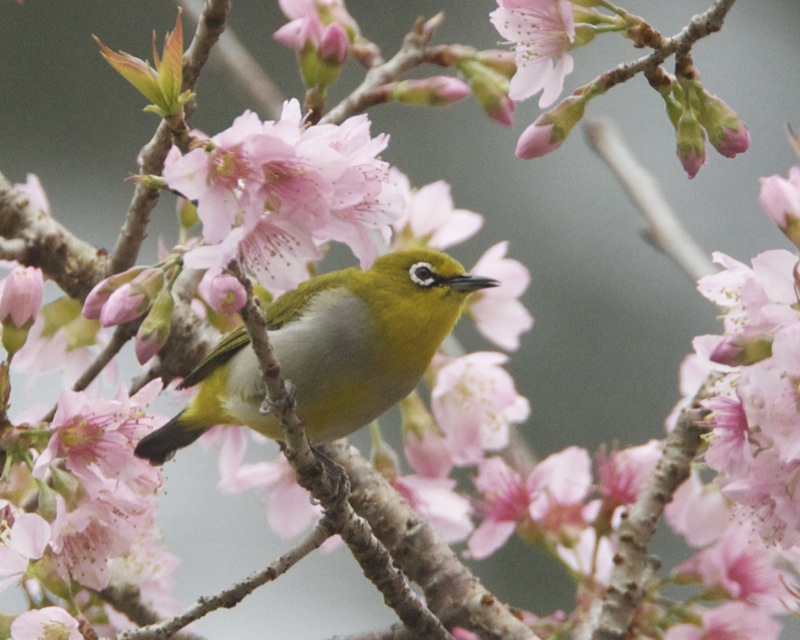
Anteojitos oriental en Prunus cerasoides

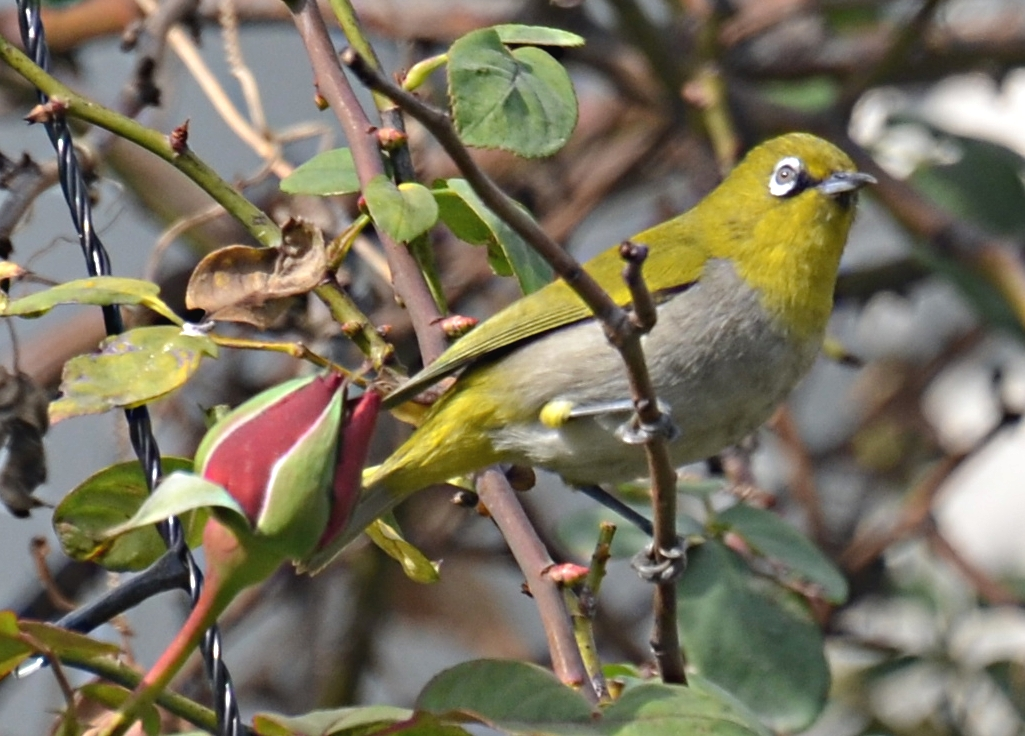
Anteojitos oriental, Chandigarh, India

La especie se encuentra en una amplia variedad de hábitats, desde matorrales a bosques húmedos. En ocasiones se presenta en zonas de manglares, como en el área de Karachi, y en las islas donde pueden llevar una vida más insectívora. Son un poco raros únicamente en las regiones desérticas del oeste de la India.
Una población asilvestrada fue detectada en San Diego, California en la década de 1980 y, posteriormente, erradicada.

## Comportamiento y ecología
Estos ojiblancos son sociables, formando bandadas que sólo se separan en la proximidad de la temporada de cría. Son esencialmente arborícolas y rara vez descienden al suelo. La temporada de reproducción es desde febrero a septiembre, pero abril es el pico de la temporada de reproducción. El nido en forma de taza compacta es construido en una rama. El nido está hecho de telarañas, líquenes y fibra vegetal. El nido es construido en unos 4 días y los huevos de color azul pálido son puestos con un par de días de diferencia. Los huevos eclosionan en unos 10 días. Ambos sexos se encargan de empollarlos, los polluelos abandonan el nido que en unos 10 días. Aunque es principalmente insectívoro, también se alimenta de néctar y frutas de diversos tipos.
Durante el forrajeo llaman con frecuencia, la llamada de contacto habitual es un suave cheer. Polinizan las de flores cuando las visitan en busca de insectos de las flores (como trips) y, posiblemente, néctar (cuestionado) que forman su dieta. A veces se colorea la frente con el polen, lo que conduce a identificaciones erróneas. Han sido observados bañándose en el rocío acumulado en las hojas.
Sus depredadores incluyen a los murciélagos (esp. Megaderma lyra) y aves como el alción de Esmirna. Endoparásitos de géneros Haemoproteus y Dorisa han sido aislados de esta especie aunque éstos raramente le causan la muerte.
Al igual que algunos otros ojiblancos, a veces roban material del nido de otras aves. Casos de la alimentación interespecífica han sido observado con los ojiblancos que alimentan a los polluelos de una monarca colilargo asiático.
Aunque no son voladores fuertes, son capaces de dispersarse en los vientos y tormentas a nuevas áreas incluyendo islotes. Una población silvestre de esta especie se estableció en California durante la década de 1980 que requirió su captura y destrucción. Estos fueron capturados vivos en redes de niebla mediante atracción y reproducción de llamadas y cebos.